# Tegal Sari Mandala II
Tegal Sari Mandala II is een bestuurslaag in het regentschap Medan van de provincie Noord-Sumatra, Indonesië. Tegal Sari Mandala II telt 19.927 inwoners (volkstelling 2010).